# Amt Oversø
Amt Oversø (Amt Oeversee) er et amt i det nordlige Tyskland, beliggende i den nordlige del af Kreis Slesvig-Flensborg. Kreis Slesvig-Flensborg ligger i den nordlige del af delstaten Slesvig-Holsten (i Sydslesvig). Administrationen i amtet er beliggende i byen Tarp.

## Kommuner i amtet
1. Oversø (ty. Oeversee)
2. Siversted (Sieverstedt)
3. Tarp